# Ga Sangdong
Ga Sangdong là ga đường sắt trên Tuyến Gyeongbu.